# 몬테레이 국제공항

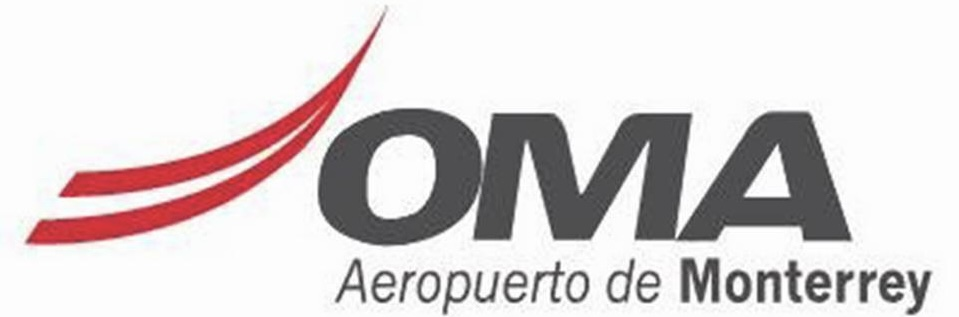
로고

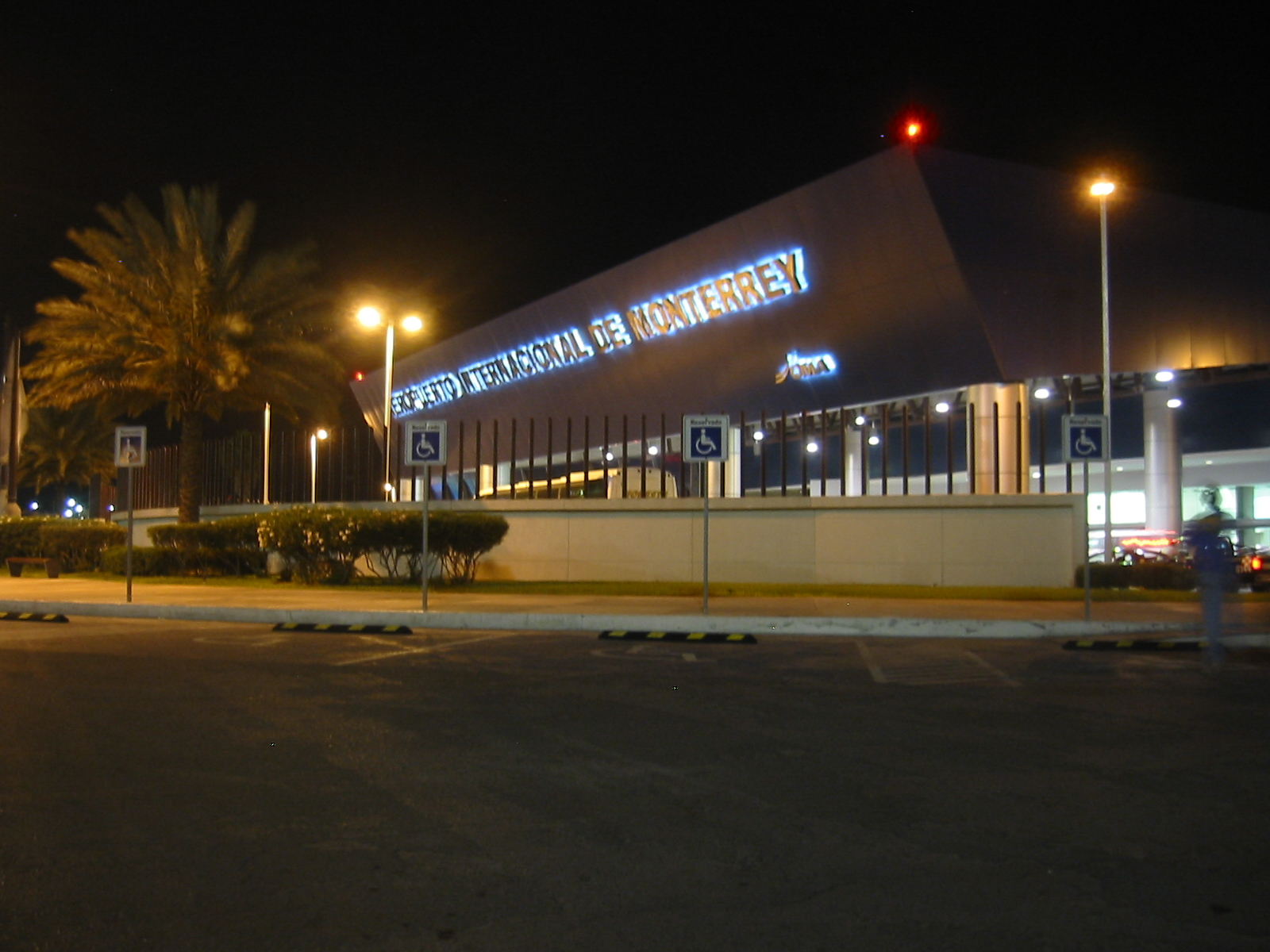

몬테레이 국제공항(Monterrey International Airport, 스페인어: Aeropuerto Internacional de Monterrey, IATA: MTY, ICAO: MMMY) 또는 제너럴마리아노에스코베도국제공항(General Mariano Escobedo International Airport)은 멕시코 누에보레온주에 위치한 국제공항이다. 몬테레이와 몬테레이의 메트로폴리턴 지역의 국내, 국제 운영을 담당한다.
이 공항은 아에로멕시코, 매그니차터스, 비바아에로버스의 허브 역할을 한다. 공항 터미널은 2003년과 2007년에 리노베이션되고 확장되었다.

## 같이 보기
- ICAO 공항 코드 목록: M
- 비행 정보 구역